# Pršenje
Pršenje  je vrsta padavin v tekočem stanju, ki nastajajo v oblaku. Za razliko od dežja so značilne za pršenje zelo drobne kapljice. 
Lahko se pojavlja pri zelo gosti megli. Te padavine padajo tudi iz nizke in goste plasti stratusa, ki pokriva vse nebo in često doseže celo zemeljsko površino. Kapljice imajo premer po 0.5 mm. Oblika teh padavin ni samo tekoča, ampak tudi v obliki rahlega snega ali ledenih igel. Pršenje pogosto da znatne množine padavin, celo nad 1 mm na uro; ta intenzivnost je posebno velika ob morski obali in v planinah.